# Адиціоналізм
Адиціоналíзм (англ. additionalism) від лат. additivus — додавальний)  — один з принципів регіональної політики Європейського Союзу, згідно з яким фінансові ресурси, які надає ЄС регіонам, мають доповнюватися за рахунок місцевих джерел. Обсяги коштів із власних джерел фінансування програм регіонального розвитку депресивних регіонів повинні становити не менше 20%.